# Ranch (album)
| Recensione       | Giudizio |
| ---------------- | -------- |
| Newsic           | 7,50/10  |
| Ondarock         | 6/10     |
| Rockit           | Positivo |
| Rockol           | 8/10     |
| SentireAscoltare |          |

Ranch è il settimo album in studio del rapper italiano Salmo, pubblicato il 9 maggio 2025 con doppia etichetta Columbia Records e Sony Music.

## Descrizione
Pubblicato quattro anni dopo Flop!, l'ultimo disco da solista, e dopo due anni da Cult con Noyz Narcos, Salmo ha subito trovato un grande riscontro positivo per la qualità, la personalità e la versatilità delle canzoni del nuovo progetto Ranch, composto da sedici tracce scritte da lui stesso con la collaborazione di autori e produttori, tra cui Big Joe, Greg Willen e Lucienn.

## Tracce
1. On Fire – 3:21
2. Crudele – 2:42
3. N€urologia – 3:12
4. Sincero – 3:17
5. Bye Bye (feat. Kaos) – 3:24
6. Bounce! – 1:45
7. Sangue amaro – 3:13
8. Cartine corte – 2:28
9. Beatcoin – 2:32
10. Il figlio del prete – 2:27
11. Numeri primi – 2:37
12. Fuori controllo (feat. Luca Agnelli) – 3:36
13. Incapace – 2:58
14. Conta su di me – 2:46
15. Mauri (feat. Mari Kvien Brunvoll) – 3:21
16. Titoli di coda – 7:46

## Formazione
Musicisti
- Salmo – voce
- Kaos – voce aggiuntiva (traccia 5)
- Sergio Sylvestre – coro (traccia 16)

Produzione
- Salmo (eccetto tracce 5, 6, 8, 9, 11, 12)
- Luciennn – produzione (traccia 6, 9, 11, 16)
- Marco Azara – produzione (traccia 4, 10, 16)
- Cripo – produzione (traccia 4, 8, 14, 15)
- El Verano – produzione (traccia 4, 16)
- Low Kidd – produzione (traccia 1)
- Big Joe – produzione (traccia 5)
- Greg Willen – produzione (traccia 10)
- Luca Agnelli – produzione (traccia 12)
- Andrea Suriani - missaggio, mastering

## Classifiche
| Classifica (2025) | Posizione massima |
| ----------------- | ----------------- |
| Italia            | 1                 |
| Svizzera          | 10                |